# 대한민국 미래창조과학부
미래창조과학부(未來創造科學部, Ministry of Science, ICT and Future Planning, 약칭: 미래부, MSIP)는 과학기술정책의 수립·총괄·조정·평가, 과학기술의 연구개발·협력·진흥, 과학기술인력 양성, 원자력 연구·개발·생산·이용, 국가정보화 기획·정보보호·정보문화, 방송·통신의 융합·진흥 및 전파관리, 정보통신산업, 우편·우편환 및 우편대체에 관한 사무를 관장하는 대한민국의 옛 중앙행정기관이다. 2013년 3월 23일 국가과학기술위원회를 개편하여 발족하였으며, 2017년 7월 26일 과학기술정보통신부로 개편되면서 폐지되었다. 이중 핵심 정책 중 하나였던 미래창조경제의 경우 폐지와 동시에 중소벤처기업부로 이관되었다.  장관은 국무위원으로, 차관은 정무직공무원으로 보했다.

## 설치 근거 및 소관 사무

### 설치 근거
- 「정부조직법」 제26조제1항제3호

### 소관 사무
- 과학기술정책의 수립·총괄·조정·평가
- 과학기술의 연구개발·협력·진흥
- 과학기술인력 양성
- 원자력 연구·개발·생산·이용
- 국가정보화 기획·정보보호·정보문화에 관한 사무
- 방송·통신의 융합·진흥 및 전파관리
- 정보통신산업에 관한 사무
- 우편·우편환 및 우편대체에 관한 사무

## 연혁
- 2013년 3월 23일: 교육과학기술부를 미래창조과학부와 교육부로 분리.
- 2017년 7월 26일: 과학기술정보통신부로 개편.

### 역대 로고

2013년부터 2016년까지 사용된 미래창조과학부 로고

## 조직

### 장관
대변인실
- 홍보담당관실[4]

감사관실
- 감사담당관실[4]

장관정책보좌관실
| - 운영지원과 창조경제조정관실 기획조정실 - 정책기획관실 - 기획재정담당관실 - 창조행정담당관실 - 규제개혁법무담당관실 - 정보화담당관실 - 정보보호담당관실 - 국제협력관실 - 국제협력총괄담당관실 - 미주아시아협력담당관실 - 구주아프리카협력담당관실 - 다자협력담당관실 - 비상안전기획관실 연구개발정책실 - 기초원천연구정책관실 - 연구개발정책과 - 기초연구진흥과 - 원천기술과 - 생명기술과 - 융합기술과 - 거대공공연구정책관실 - 거대공공연구정책과 - 우주기술과 - 원자력진흥정책과 - 거대공공연구협력과 - 연구성과정책관실 - 연구성과혁신기획과 - 연구성과활용정책과 - 지역연구진흥과 - 연구기관지원팀 과학기술전략본부 - 과학기술정책관실 - 과학기술정책과 - 미래전략기획과 - 과학기술전략과 - 과학기술정책조정과 - 성과평가정책과 - 연구제도혁신과 - 연구개발투자심의관실 - 연구예산총괄과 - 연구개발투자기획과 - 공공에너지조정과 - 기계정보통신조정과 - 생명기초조정과 창조경제기획국 - 창조경제기획과 - 창조경제기반과 - 창조융합기획과 - 미래성장전략과 - 창조경제진흥과 미래인재정책국 - 미래인재정책과 - 미래인재양성과 - 미래인재기반과 - 연구환경안전팀 | 정보통신정책실 - 인터넷융합정책관실 - 정책총괄과 - 인터넷제도혁신과 - 융합신산업과 - 정보화기획과 - 네트워크진흥팀 - 정보통신산업정책관실 - 정보통신정책과 - 정보통신방송기술정책과 - 정보통신방송기반과 - 정보통신산업과 - 소프트웨어정책관실 - 소프트웨어정책과 - 소프트웨어산업과 - 소프트웨어진흥과 - 디지털콘텐츠과 - 정보보호정책관실 - 정보보호기획과 - 사이버침해대응과 - 정보보호산업과 - 정보활용지원팀 방송진흥정책국 - 방송산업정책과 - 뉴미디어정책과 - 디지털방송정책과 통신정책국 - 통신정책기획과 - 통신경쟁정책과 - 통신이용제도과 - 통신자원정책과 전파정책국 - 전파정책기획과 - 전파방송관리과 - 주파수정책과 - 전파기반과 |

## 역대 장·차관

### 미래창조과학부 장관
| 정부        | 대수     | 이름           | 임기                              | 비고 |
| ----------- | -------- | -------------- | --------------------------------- | ---- |
| 박근혜 정부 | 직무대리 | 이상목(李相睦) | 2013년 3월 25일 ~ 2013년 4월 16일 |      |
| 박근혜 정부 | 초대     | 최문기(崔文基) | 2013년 4월 17일 ~ 2014년 7월 15일 |      |
| 박근혜 정부 | 2대      | 최양희(崔陽熙) | 2014년 7월 16일 ~ 2017년 7월 10일 |      |

### 미래창조과학부 차관

#### 미래창조과학부 제1차관
| 정부        | 대수      | 이름           | 임기                              | 비고 |
| ----------- | --------- | -------------- | --------------------------------- | ---- |
| 박근혜 정부 | 초대      | 이상목(李相睦) | 2013년 3월 25일 ~ 2014년 7월 25일 |      |
| 박근혜 정부 | 2대       | 이석준(李錫駿) | 2014년 7월 26일 ~ 2016년 1월 17일 |      |
| 박근혜 정부 | 3대       | 홍남기(洪楠基) | 2016년 1월 18일 ~ 2017년 5월 10일 |      |
| 박근혜 정부 | 직무 대리 | 민원기         | 2017년 5월 12일 ~ 2017년 6월 26일 |      |

#### 미래창조과학부 제2차관
| 정부        | 대수 | 이름           | 임기                             | 비고 |
| ----------- | ---- | -------------- | -------------------------------- | ---- |
| 박근혜 정부 | 초대 | 윤종록(尹宗錄) | 2013년 3월 25일 ~ 2015년 2월 8일 |      |
| 박근혜 정부 | 2대  | 최재유(崔在裕) | 2015년 2월 9일 ~ 2017년 6월 6일  |      |

## 정원
| 총계      | 총계                        | 816명 |
| --------- | --------------------------- | ----- |
| 정무직 계 | 정무직 계                   | 3명   |
|           | 장관                        | 1명   |
|           | 차관                        | 2명   |
|           |                             |       |
| 별정직 계 | 별정직 계                   | 5명   |
|           | 고위공무원단                | 1명   |
|           | 3급 상당 이하 5급 상당 이상 | 1명   |
|           | 6급 상당 이하               | 3명   |
|           |                             |       |
| 일반직 계 | 일반직 계                   | 808명 |
|           | 고위공무원단                | 24명  |
|           | 3급 이하 5급 이상           | 426명 |
|           | 6급 이하                    | 354명 |
|           | 전문경력관                  | 4명   |

## 재정
| 구분 | 구분                     | 2017년 예산  | 작년 대비 증감 |
| ---- | ------------------------ | ------------ | -------------- |
| 예산 | 예산                     | 125,646억 원 | -1.8%          |
|      | 일반회계                 | 62,860억 원  | +5.4%          |
|      | 지역발전특별회계         | 2,223억 원   | -5.5%          |
|      | 에너지및자원사업특별회계 | 3,750억 원   | +0.5%          |
|      | 책임운영기관특별회계     | 671억 원     | +11.5%         |
|      | 우편사업특별회계         | 35,134억 원  | +1.5%          |
|      | 우체국예금특별회계       | 18,463억 원  | -24.3%         |
|      | 우체국보험특별회계       | 2,546억 원   | -2.3%          |
| 기금 | 기금                     | 16,223억 원  | -0.1%          |
|      | 과학기술진흥기금         | 16,223억 원  | -0.1%          |
|      | 원자력기금               | 1,821억 원   | -2.9%          |
|      | 방송통신발전기금         | 7,623억 원   | -0.8%          |
|      | 정보통신진흥기금         | 6,174억 원   | +1.7%          |
| 합계 | 합계                     | 141,869억 원 | -1.6%          |

## 사건·사고 및 논란

### 부처 명칭 논란
미래창조과학부가 예전 과학기술부 업무뿐만 아니라 예전 정보통신부 관할이던 통신기술(ICT)과 우정사업본부의 업무까지 맡게 되면서 조직이 너무 비대해질 수 있다는 것에 대한 논란이 있다. 또한 일각에서 미래창조과학부의 명칭을 재검토해야 한다는 지적도 제기되었다. 미래창조과학부를 영문으로 번역하면 'Ministry of Future Creation and Science'라고 표기된다. 불교계나 과학계 등에서는 기독교의 ‘창조론’을 연상시킨다고 우려하고 있다.
김성수 한국외국어대학교 행정학과 교수는 국회 교육과학기술위원회 이상민 의원(대전 유성)이 대한민국과학기술대연합과 2013년 1월 29일 국회입법조사처 대회의실에서 개최한 '미래창조과학부의 성공 과제'라는 주제 발표에서 "미래부가 새로운 형태의 정책 운용 패러다임 구축이라는 점에서는 긍정적인 평가를 내리나 부처 명칭에 대해서는 반드시 재검토를 해야 한다"면서도 "부처의 기능은 공감하나 부처 명칭이 지나치게 유행을 탈 수 있다"고 주장했으며, 대안으로 과학기술정보부 등의 명칭을 제시했다. 그는 "미래부는 지식의 창출과 ICT를 통합, 지식의 연계 구조를 구축해 혁신 생태계의 종합적 관리를 해야 한다"면서 "장기·중기·단기 전략을 구분하고 1·2 차관으로 격리된 조직의 문제점을 해소할 수 있는 방안이 마련돼야 한다"고 강조했다. 이상민 의원은 또한 "일자리 창출이나 단기적 성과에 초점을 맞출 우려가 있고 계량화된 성과의 요구로 인해 인내심이 요구되는 과학기술계에 악영향을 미칠 수도 있다"고 지적했다.

### 기독교 편향 논란
2013년 5월 초 미래창조과학부 내 설립한 기독선교회가 설립 당시부터 “기독교인이 다수를 차지한 미래창조과학부가 복음 전파에 앞장서고, 하나님의 뜻을 위해 이 나라를 크게 변화시키겠다”고 적극적 선교의지를 밝혀 논란이 되었던 가운데 ‘미래창조과학부 기독선교회 사업계획안’이라는 내부 문건에 한 달에 1명 이상에게 복음을 제시하자는‘1+1운동’을 올해 표어로하고, 이단에 대한 동향 파악과 공동 대처를 하자는 내용, 세계 3대 종교 중 하나인 이슬람교를 이단으로 규정하고 카카오톡 등 소셜네트워크서비스(SNS)를 이용해 회원간 정보를 공유하며 공동 대응하자는 내용 등이 포함되어 있어 공무원의 종교적 중립에 대한 의문이 제기되고 있다.
문건에는 선교회는 매주 화요일 정기예배를 실시하되 각 국별, 층별 선교간사를 지정하고, 과장급 이상 직장리더들은 예배에 우선적으로 참여하도록 하고 있다. 이를 통해 매주 화요일을 미래부 모든 직원들이 ‘선교회 예배가 있는 날’로 인식하도록 만들겠다는 입장을 밝히고 있다. 또 출근할 때 미래부 322호에 마련된 기도실을 반드시 거쳐가고, 화장실을 이용할 때도 1분 기도를 생활화하도록 하고 있다. 그리고 타 종교를 믿거나 종교를 믿지 않는 직원들은 ‘미전도 종족’으로 규정하고, 매주 금요일 점심에 정부과천청사나 초소, 공원 등에서 전도하는 한편 월 1회 점심식사를 대접하며 전도를 생활화하라고 독려하고 있다. 이와 함께 미래부 산하기관 선교회 현황을 파악하고 선교회가 없는 기관에 선교회를 창립할 경우 창립지원금 10만원을 지원하자는 내용도 있다. 이와 함께 청사 인근 지역교회 2곳 이상과 선교협력서를 체결하고 국정 및 지역현안에 대해서 중보기도를 실시하자는 내용도 포함돼 있다. 선교회 교인들간 연대를 강화하기 위해 다양한 취미활동을 지원하고, 2014년부터는 ‘미래가족 전국선교대회’를 개최하겠다고 밝혔다. 
이 같은 선교회의 움직임에 대해 일부 미래창조과학부 관료들은 “이명박 정부에서는 고위공무원단(고공단)에 들기 위해서는 기독교를 믿지 않으면 안된다는 소문이 돌아 직장선교회의 규모가 상당히 커진 것으로 알고 있다”며 “종교의 자유는 있지만, 공직자로써 이런 문건을 만들어 타 종교에 대한 배타성을 드러내는 등의 모습을 보이는 것은 자칫 외부에 미래부가 특정 종교에 편향돼 있다는 것으로 비칠 수 있어 걱정스럽다”고 말했다. 
한편, 문건의 존재에 대해 선교회 관계자는 “선교회 내에서 상의한 바도 없고 합의한 적도 없는 내용”이라며 “문건 작성을 담당한 열혈 신도 한 명이 개인적 의견을 정리해 배포한 것으로 미래부는 물론 선교회와는 전혀 상관없는 것”이라고 선을 그었다.

## 같이 보기
- 대한민국의 인터넷
- 한국과학기술원
- 국립중앙과학관